# Улад старших пластунів
У́лад ста́рших пластуні́в (УСП) (англ. відповідники: Rover Scout (хл.) та Ranger Guide (дів.)) — це третя за віком після УПН та УПЮ, виховна спільнота пластової молоді у віці від 18 до 35 років. Кожна крайова пластова організація має право визначити для своїх членів у тих рамах найвідповідніші для неї границі.

## Завдання УСП
Гуртувати пластову молодь, що бажає далі удосконалювати свій пластовий світогляд та характер за засадами, з'ясованими в пластовій присязі, в пластовому законі, в пластовому обіті, у пластовому гимні та у пластовому гаслі.

## Права й обов'язки членів УСП
Окреслені статутами крайових пластових організацій та статутом Конференції Українських Пластових Організацій. Члени УСП носять пластовий однострій і відзнаки згідно з обов'язуючими приписами.

## Члени УСП
Мають обов'язок працювати для скріплення і поширення Пласту та для української спільноти. Найважливішою ділянкою пластової праці є виховна діяльність на терені Уладу Пластових Новаків і Новачок та Уладу Пластунів Юнаків і Юначок. Осередок Праці УСП слідкує за діяльністю своїх членів.

## Барви
Кожен пластовий улад має свою власну барву, яка домінує на одностроях його членів:
- для УПН — жовта
- для УПЮ — малинова
- для УСП — зелена
- для УПС — коричнева

Основна барва в УСП — зелена. Такого кольору старшопластунська хустина, старшопластунські знамена і відзнаки.

## Структура
В Пласті існують два окремі улади: Улад Старших Пластунів і Улад Старших Пластунок, які діють паралельно організаційно і дільностево. Постанови цього правильника обов'язують в Уладі Старших Пластунів і Уладі Старших Пластунок.

## Курені
- 1 курінь УСП Ватаги «Бурлаки»
- 2 курінь УСП «Перші Стежі»
- 3 курінь УСП «Велике Плем'я Лісових Чортів»
- 4 курінь УСП «Ті, що греблі рвуть на застояних водах громадського життя»
- 5 курінь УСП «Орден Хрестоносців»
- 6 курінь УСП «Буриверхи»
- 7 курінь УСП «Чота Крилатих»
- 8 курінь УСП «Чортополохи»
- 9 курінь УСП ім. Софії Фредро-Шептицької «Одержимі»
- 10 курінь УСП «Хуртовина»
- 11 курінь УСП «НепрОсті»
- 12 курінь УСП «Рутенії»
- 13 курінь УСП ім. св. Володимира Великого (1929—1930)
- 14 курінь УСП «Спартанки»
- 15 курінь УСП «Орден Залізної Остроги»
- 16 курінь УСП «Чорноморські Хвилі»
- 18 курінь УСП «Шостокрилі»
- 20 курінь УСП «Лісові Мавки»
- 22 курінь УСП «Нові обрії»
- 23 курінь УСП Загін «Червона Калина»
- 24 курінь УСП «Княгині»
- 25 курінь УСП «Чорноморці» ім. Святого о. Миколая
- 26 курінь УСП «Верховинки»
- 27 курінь УСП «Хмельниченки» ім. Богдана Хмельницького
- 29 курінь УСП «Велике плем'я Сіроманці» ім. А. Гарасевича
- 31 курінь УСП «Вовкулаки»
- 32 курінь УСП «Степові Відьми»
- 35 курінь УСП «Побратими»
- 37 курінь УСП «Гайдамаки»
- 41 курінь УСП «Целібат Мурлики» ім. Івана Чмоли
- 46 курінь УСП "Літавиці"
- 47 курінь УСП «Передові»
- 48 курінь УСП "Орликівці"
- 49 курінь УСП «Зелені Гуски»
- 51 курінь УСП "Ластівки" ім. Олени Вітер
- 52 курінь УСП "Блискавки"
- 53 курінь УСП "Карпатські Орли"
- 54 курінь УСП «Бунтарки»
- 100 курінь УСП ім. Андрія Войнаровського
- 101 курінь УСП Карпатські Вовки
- підг. курінь УСП "Дубове Листя"
- підг. курінь "Борисфен"
- підг. курінь УСП "Плем'я Могікан"
- підг. курінь УСП "Щезники"
- підг. курінь УСП "Діви Щита"

## Нагороди
Старші пластуни й старші пластунки мають всього три відзначення. Надання кожного наступного відзначення можливе у тому разі, якщо у пластуна чи пластунки уже є певна кількість відзначень нижчого рівня.
- Третє відзначення — Грамота Вирізнення.

Надається за одноразову визначну діяльність на терені станиці, округи або краю на тлі доброї пластової постави. Нагородженому надається грамота та залізна восьмикутна зірка.
- Друге відзначення — Грамота Заслуги.

Надається за визначну діяльність впродовж не менше двох років на терені станиці, округи або краю на тлі доброї пластової постави та вирізнення щонайменше двома третіми відзначеннями. Нагородженому надається грамота та бронзова восьмикутна зірка.
- Перше відзначення — Орден Святого Юрія в бронзі.

Надається за визначну діяльність та зразкову пластову поставу впродовж не менше п'яти років, вирізнення щонайменше чотирма третіми відзначеннями та двома другими відзначеннями.